# Монастырь Святого Михаила (Таллин)
Монастырь Святого Михаила в Таллине (эст. Tallinna Püha Miikaeli klooster) — ныне недействующий женский цистерцианский монастырь. Находился в районе современной улицы Суур-Клоостри в историческом районе Старый город.

## История
Основан в 1249 году, по некоторым сведениям, по указу датского короля Эрика IV Плужного Гроша. Возможно, ранее на этой территории находилась часовня Св. Вячеслава (Вацлава) в память сражения 1219 года.
Первоначально располагался вне городских стен, но с расширением городской территории с 1310 года оказался в городской черте и, со временем, под защитой крепостных стен Таллина. Монастырские сооружения возведены не позднее 1300 года, старейшими из дошедших до настоящего времени являются помещения северного и восточного флигелей, сохранившие элементы декора (круглые столбы, стилизовано-натуралистический орнамент капителей).
В период расцвета монастырю принадлежало несколько деревень в окрестностях города и две мызы — Набала и Куйметса.
Во времена Реформации монахини перешли в лютеранство (1543), что предотвратило закрытие монастыря.
В 1629 году умерла последняя настоятельница Kate Kudling, монастырское имущество было секуляризировано, и монастырь прекратил существование.
16 февраля 1631 года городской совет Ревеля и Эстляндское рыцарство пришли к соглашению о передачи монастырского имущества гимназии (ныне — гимназия Густава Адольфа), монастырская церковь была предоставлена шведскому гарнизону Ревеля.
Превращенная в 1716 году в православный храм Спаса Преображения, церковь многократно перестраивалась, сохранился иконостас работы Ивана Зарудного. В настоящее время здание в юрисдикции Эстонской апостольской православной церкви.